# Клиент (информатика)
Клие́нт — аппаратный или программный компонент вычислительной системы, посылающий запросы серверу.
Программа, являющаяся клиентом, взаимодействует с сервером, используя определённый протокол. Она может запрашивать с сервера какие-либо данные, манипулировать данными непосредственно на сервере, запускать на сервере новые процессы и т. п. Полученные от сервера данные клиентская программа может предоставлять пользователю или использовать как-либо иначе, в зависимости от назначения программы. Программа-клиент и программа-сервер могут работать как на одном и том же компьютере, так и на разных. Во втором случае для обмена информацией между ними используется сетевое соединение.
Разновидностью клиентов являются терминалы — рабочие места на многопользовательских ЭВМ, оснащённые монитором с клавиатурой, и не способные работать без сервера. В 1990-е годы появились сетевые компьютеры — нечто среднее между терминалом и персональным компьютером. Сетевые компьютеры имеют упрощённую структуру и во многом зависят от сервера. Иногда под терминалом понимают любой клиент, или только тонкий клиент.
Тем не менее не всегда под клиентом подразумевается компьютер со слабыми вычислительными ресурсами. Чаще всего понятия «клиент» и «сервер» описывают распределение ролей при выполнении конкретной задачи, а не вычислительные мощности. На одном и том же компьютере могут одновременно работать программы, выполняющие как клиентские, так и серверные функции. Например, веб-сервер может в качестве клиента получать данные для формирования страниц от SQL-сервера (так работает Википедия).

## Интересные факты
В X Window System сервером называется программа, которая реализует графический интерфейс пользователя, а клиентом — программа, использующая этот интерфейс. Поэтому на тонком клиенте может работать сервер X Window System, отображающий результаты работы клиентской программы, выполняющейся на сервере приложений. С точки зрения пользователя это не совсем обычно, так как сервер обычно является удалённым, а клиент — локальным приложением.